# Лакараму
Лакараму — ла, буква алфавита телугу, обозначает звонкий альвеолярный латеральный аппроксимант, относится к тем буквам, которые одинаково пишется и в телугу, и в каннада.
Гунинтам: ల, లా, లి, లీ, లు, లూ, లె, లే, లై, లొ, లో, లౌ.
В телугу подстрочная буква «ла» называется «лаватту». Варианты подстрочной буквы «Л» в телугу, кхмерском и бали:

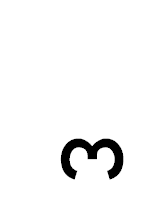
Лаватту
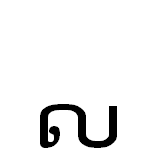
Тьенг ло (кхмерский)
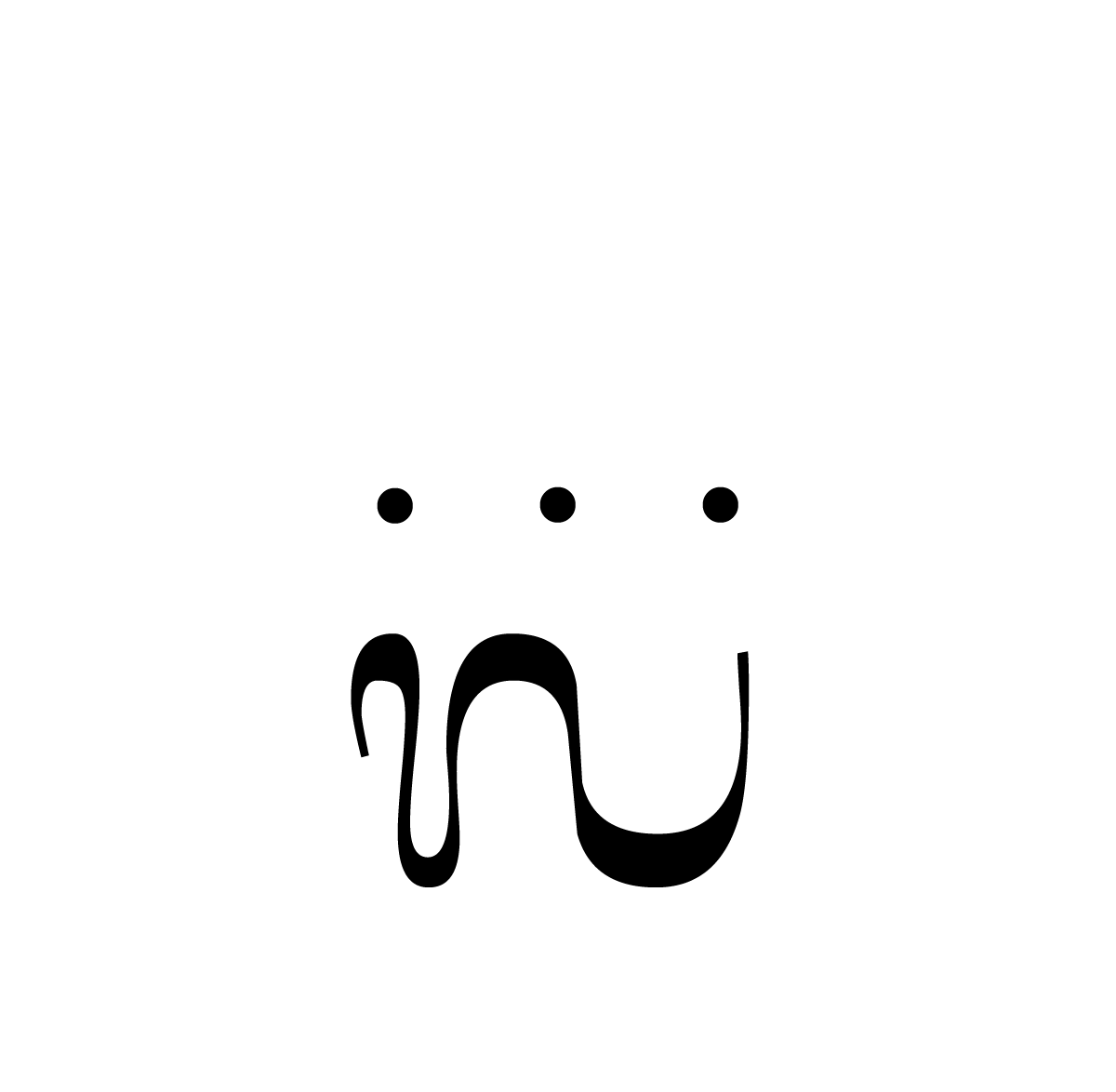
Гантунган ла (балийский)